# 넥스트스테이션

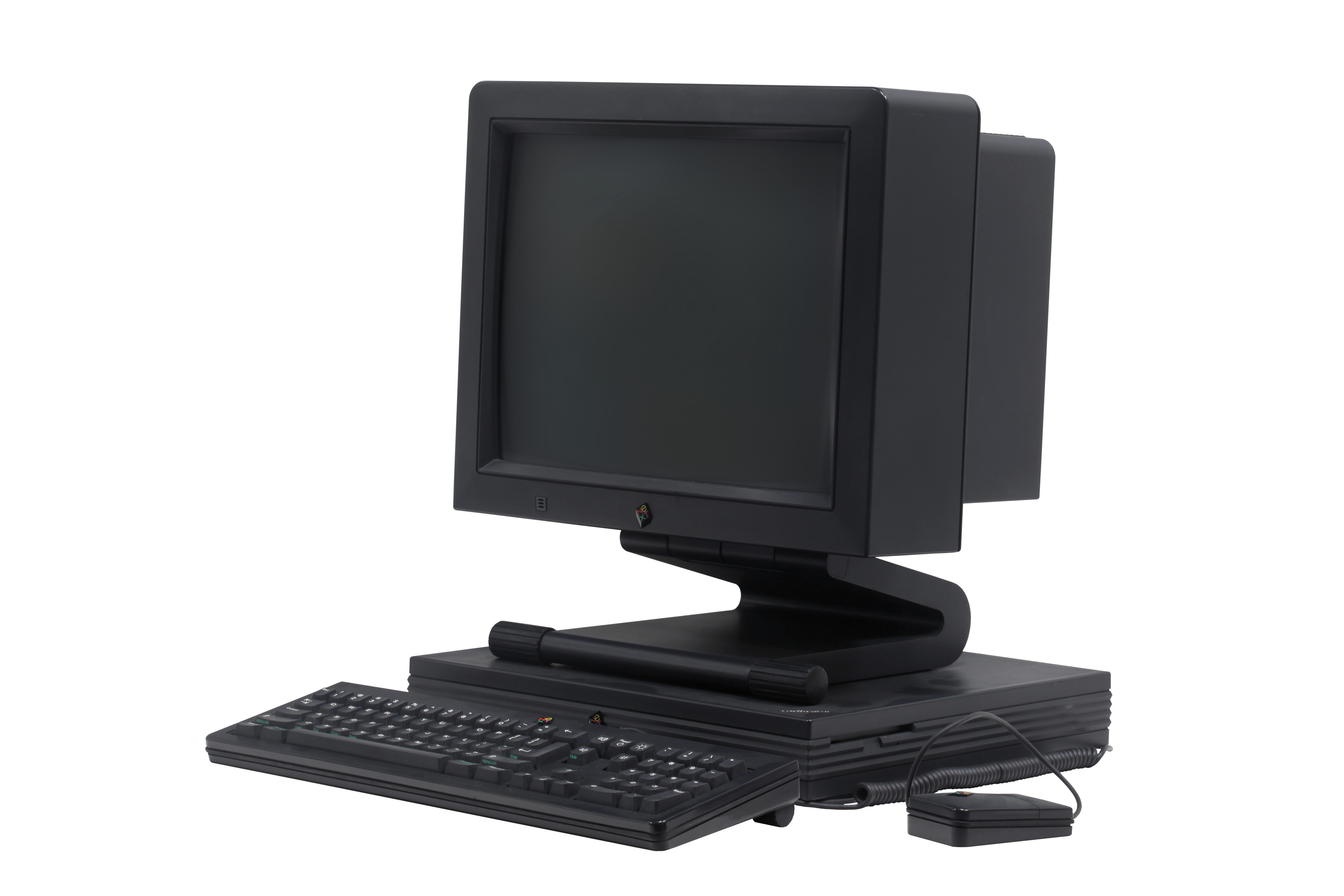
넥스트스테이션

넥스트스테이션(NeXTstation)은 NeXT가 1990년부터 1993년까지 개발, 제조 및 판매한 고급 워크스테이션 컴퓨터이다. NeXTSTEP 운영체제를 실행한다.

## 개요
넥스트스테이션은 넥스트큐브에 대한 보다 저렴한 대안으로 약 US$4,995 또는 절반 가격에 출시되었다. 넥스트스테이션(25MHz), 넥스트스테이션 터보(33MHz), 넥스트스테이션 컬러(25MHz) 및 넥스트스테이션 터보 컬러(33MHz)를 포함한 여러 모델이 생산되었다. 전체적으로 NeXT는 약 50,000대의 컴퓨터를 판매했다(정부 기관에 대한 판매 제외). 따라서 넥스트스테이션은 오늘날 희귀한 제품이 되었다.
넥스트스테이션은 원래 넥스트 메가픽셀 디스플레이 17인치 모니터(스피커 내장), 키보드, 마우스와 함께 출시되었다. 피자 상자 형태가 원래 NeXT 컴퓨터의 기본 모양과 매우 뚜렷하게 대조되기 때문에 "슬래브"라는 별명이 붙었다. (그렇지 않으면 "큐브"라고도 함)
파이로(Pyro) 가속기 보드는 표준 25MHz 프로세서를 50MHz 프로세서로 교체하여 넥스트스테이션의 속도를 높인다. 니트로(Nitro)로 알려진 매우 희귀한 가속기 보드도 있었다. 5~20개 정도 제작된 것으로 추정된다. 표준 33MHz 프로세서를 40MHz 프로세서로 교체하여 넥스트스테이션 터보의 속도를 높였다.
존 카멕은 넥스트스테이션 컬러를 사용하여 PC 게임 둠을 개발했다.

## 같이 보기
- NeXT